# 夕暮まで
『夕暮まで』（ゆうぐれまで）は、吉行淳之介の連作中編小説。また、それを原作とした1980年公開の日本映画。

## 小説
1978年に新潮社より刊行され、野間文芸賞を受賞した。1965年以来発表された短編を集めたもので、「公園にて」、「網目のなか」（『新潮』1971年11月）、「傷」（『群像』1976年10月）、「血」（『新潮』1977年7月）、「すでにそこにある黒」（『海』1977年12月）、「夕暮まで」（『新潮』1978年5月）からなる。
杉子という若い女性と主人公の男との交渉を描いたものだが、杉子は性行為をしながら最後の一線を許さず、オリーブオイルを塗った「すまた」で終わらせる。

## 夕暮れ族
1976年にはアメリカのウーマンリブ運動に影響を受けた海外小説『飛ぶのが怖い』の翻訳本が登場して「翔んでる女」が流行語となっていた一方、1977年から1978年にかけては中高年に対する『窓際おじさん』『窓際族』という蔑称が流行語となっていた。
1978年3月、総合週刊誌の「週刊朝日」が小説『時雨の記』のブームを基に「密かな恋をする中高年」を意味する『しぐれ族』という新語を作り出し、次いで同1978年6月には「週刊朝日」がこの『夕暮まで』のブームを基に「中年男性と若い女性の翔んでるカップル（愛人カップル）」を「夕暮れ族」という愛称であると紹介した。「夕暮れ族」という語は「しぐれ族」と異なり流行語となっていったものの、元作品を知らない人まで広まることで語源を離れていき、だんだん窓際族と同じ意味合いで使われるようになっていったとされる。
その後、翌1979年には電通の『熟年ガイドブック』により中高年に対する新たな語『熟年』が広められ、この『熟年』という言葉が広まることで中高年に対する蔑称とその反発は収まっていった。
なお、1982年には筒見待子の売春斡旋組織 愛人バンク「夕ぐれ族」（同1982年摘発）が登場したが、この組織の名前もこの流行語に便乗したものと思われる。

## 映画
黒木和雄監督、1980年9月20日公開の日本映画。

### キャスト
- 江守杉子：桃井かおり
- 佐々：伊丹十三
- 祐子：加賀まりこ
- 園子：馬淵晴子
- 岡田：風間杜夫
- みえ子：山口美也子
- 佐々の妻：大橋芳枝
- 佐々直子：柿崎澄子
- オートバイの男：今村薫
- スナックの若い男：中丸信
- 中年の警官：福原秀雄
- 若い警官：江藤潤
- 洋食屋の親父：殿山泰司
- 洋食屋のおばさん：戸川暁子
- 酒屋の中年女：三戸部スエ
- 岡田の同僚：鳥居浩一
- ホテルの見知らぬ男：石橋蓮司
- バスの車掌：比呂みさこ
- みえ子の男：田辺年秋
- 雑誌記者：川口啓史
- 鳥料理屋の主人：原田芳雄
- パーティの客：小川亜佐美、湯沢勉、鈴木信之
- バスの乗客：町田祐子

## 製作
主演の桃井かおりが、20才年上のベテラン監督・黒木和雄の演出と肌が合わず、黒木を"未熟"呼ばわりし、派手な大ゲンカとなって、桃井がビール瓶を持って応戦する事態となり、週刊誌にすっぱ抜かれ大きな話題を呼んだ。桃井は映画やテレビ業界から、中野良子と並び"扱いにくい女優"の双璧といわれてきたが、当時としては一番の売れっ子女優でもあり、役も降ろされず、桃井の増長を許す結果となった。